# Joachim Fischer
Joachim Fischer Nielsen (født 23. november 1978 i København) er en dansk badmintonspiller, der først og fremmest er doublespiller. Sammen med sin mangeårige makker Christinna Pedersen har han opnået en lang række store resultater. Ved OL i London 2012 vandt parret bronze, som måske er deres største bedrift. De vandt også VM-bronze i 2009 samt i Ballerup 2014.
Parret har vundet 13 Superseries-turneringer, heriblandt tre Masters Finals (2009, 2012 og 2013), fire Denmark Open (2008, 2009, 2011 og 2016) og flere turneringer i Fjernøsten. Derudover har Fischer og Pedersen nået ti Superseries-finaler, hvor de har tabt.
Da Fischer i august 2017 brækkede foden, besluttede Badminton Danmark at skille parret, idet man ikke mente, at den 38-årige Fischer i modsætning til den syv år yngre Pedersen ville kunne holde sig på toppen til OL 2020.
Inden han blev sat sammen med Christinna Pedersen, spillede Fischer både herresingle og -double.

## Meritter
| Rangering                   | Begivenhed              | Dato       | Sted                                 |
| --------------------------- | ----------------------- | ---------- | ------------------------------------ |
| International Championships |                         |            |                                      |
| 1                           | Herresingle             | 2001, 2004 | Spanish International Open           |
| 1                           | Herredouble             | 2003       | French Open                          |
| 1 1                         | Herresingle Herredouble | 2003       | Iceland International                |
| 1                           | Herredouble             | 2004       | Spanish International Open           |
| 1                           | Herresingle             | 2005       | Bulgarian International Championship |
| 1                           | Herredouble             | 2006       | Bulgarian International Championship |
| 1                           | Herredouble             | 2007       | Spanish International Open           |